# Gianrico Carofiglio
Gianrico Carofiglio (* 30. května 1961, Bari) je italský spisovatel a bývalý prokurátor, soudce a senátor.

## Život
Carofiglio pracoval jako soudce a prokurátor, v letech 2008 až 2013 působil jako italském senátu.

## Dílo
V roce 2002 debutoval románem Nevědomý svědek, kterým započal sérii, v níž je hlavní postavou bariský advokát Guido Guerrieri. První román jiné série, v níž vystupuje Pietro Fenoglio, vyšel roku 2014.
Ve svých dílech Carofiglio využívá svoji důkladnou znalost právnického a soudního prostředí.
V češtině vydalo nakladatelství Host dva romány s Guidem Guerrierim, a to v překladu Zuzany Jurkové.

### Série s Guidem Guerrierim
- Testimone Inconsapevole (2002) - česky Nevědomý svědek (2012)
- Ad occhi chiusi (2003)
- Ragionevoli dubbi (2006)
- Le perfezioni provvisorie (2010) - česky Přechodné dokonalosti (2012)
- La regola dell'equilibrio (2014)
- La misura del tempo (2019)

### Série s Pietrem Fenogliem
- Una mutevole verità (2014)
- L'estate fredda (2016)
- La versione di Fenoglio (2019)

### Adaptace
Romány s Guidem Guerrierim zfilmovala italská televize.